# Gouvernement López Miras II
 Région de Murcie
López Miras I López Miras III
Le gouvernement López Miras II est le gouvernement de la région de Murcie entre le 1er août 2019 et le 14 septembre 2023, durant la Xe législature de l'Assemblée régionale de Murcie. Il est présidé par Fernando López Miras.

## Historique
Dirigé par le président sortant Fernando López Miras, ce gouvernement est constitué d'une coalition allant du centre droit à la droite entre le Parti populaire de la région de Murcie (PPRM) et Ciudadanos. Ensemble, ils disposent de 48,9 % des sièges de l'Assemblée régionale de Murcie. Le gouvernement prend ses fonctions le 1er août 2019.
Il est formé à la suite des élections régionales du 26 mai 2019 qui voient la victoire du Parti socialiste de la Région de Murcie-PSOE (PSRM-PSOE), le recul du Parti populaire et de Podemos, la montée de Ciudadanos, ainsi que l'irruption du parti d'extrême-droite Vox au parlement régional.

## Composition

### Initiale (1eraoût 2019)
| Fonction | Titulaire | Titulaire                                                                          | Parti |
| --- | --------- | ---------------------------------------------------------------------------------- | ----- |
| Président |           | Fernando López Miras                                                               | PP    |
| Vice-présidente Conseillère aux Femmes, à l'Égalité, au Collectif LGTBI, aux Familles et aux Politiques sociales |           | Isabel Franco Sánchez                                                              | Cs    |
| Conseiller à la Présidence et aux Finances                                                                       |           | Javier Celdrán Lorente                                                             | PP    |
| Conseillère aux Entreprises et à l'Industrie, porte-parole                                                       |           | Ana Martínez Vidal (jusqu'au 10/03/2021)                                           | Cs    |
| Conseillère aux Entreprises et à l'Industrie, porte-parole                                                       |           | Javier Celdrán Lorente a.i.                                                        | PP    |
| Conseillère au Tourisme, à la Jeunesse et aux Sports                                                             |           | María Cristina Sánchez López                                                       | PP    |
| Conseillère à l'Éducation et à la Culture                                                                        |           | María Esperanza Moreno Reventós                                                    | PP    |
| Conseiller à l'Eau, à l'Agriculture, à l'Élevage, à la Pêche et à l'Environnement                                |           | Antonio Luengo Zapata                                                              | PP    |
| Conseiller à la Transparence, à la Participation et aux Administrations publiques                                |           | Beatriz Ballesteros Palazón (jusqu'au 20/02/2021)                                  | Sans  |
| Conseiller à la Transparence, à la Participation et aux Administrations publiques                                |           | José Gabriel Sánchez Torregrosa (23/02/2021-10/03/2021) Isabel Franco Sánchez a.i. | Cs    |
| Conseiller à l'Équipement et aux Infrastructures                                                                 |           | José Ramón Díez de Revenga Albacete                                                | PP    |
| Conseiller à la Santé                                                                                            |           | Manuel Villegas García                                                             | PP    |
| Conseiller à la Santé                                                                                            |           | Juan José Pedreño Planes (23/01/2021)                                              | Sans  |
| Conseiller à l'Emploi, à la Recherche et à l'Enseignement supérieur                                              |           | Miguel Motas Guzmán                                                                | Sans  |

### Remaniement du13 mars 2021
- Les nouveaux conseillers sont indiqués en gras, ceux ayant changé d'attributions en italique.

| Fonction | Titulaire | Titulaire                           | Parti |
| --- | --------- | ----------------------------------- | ----- |
| Président |           | Fernando López Miras                | PP    |
| Vice-présidente Conseillère aux Femmes, à l'Égalité, au Collectif LGTBI, aux Familles et aux Politiques sociales |           | Isabel Franco Sánchez               | Sans  |
| Conseiller à la Présidence et aux Finances                                                                       |           | Javier Celdrán Lorente              | PP    |
| Conseillère aux Entreprises et à l'Industrie, porte-parole                                                       |           | María del Valle Miguélez Santiago   | Sans  |
| Conseillère au Tourisme, à la Jeunesse et aux Sports                                                             |           | María Cristina Sánchez López        | PP    |
| Conseillère à l'Éducation et à la Culture                                                                        |           | María Esperanza Moreno Reventós     | PP    |
| Conseiller à l'Eau, à l'Agriculture, à l'Élevage, à la Pêche et à l'Environnement                                |           | Antonio Luengo Zapata               | PP    |
| Conseiller à la Transparence, à la Participation et aux Administrations publiques                                |           | Antonio Sánchez Lorente             | Sans  |
| Conseiller à l'Équipement et aux Infrastructures                                                                 |           | José Ramón Díez de Revenga Albacete | PP    |
| Conseiller à la Santé                                                                                            |           | Juan José Pedreño Planes            | Sans  |
| Conseiller à l'Emploi, à la Recherche et à l'Enseignement supérieur                                              |           | Francisco Álvarez García            | Sans  |

### Remaniement du3 avril 2021
- Les nouveaux conseillers sont indiqués en gras, ceux ayant changé d'attributions en italique.

| Fonction                                                                                               | Titulaire | Titulaire                                      | Parti |
| --- | --------- | ---------------------------------------------- | ----- |
| Président                                                                                              |           | Fernando López Miras                           | PP    |
| Vice-présidente Conseillère aux Femmes, à l'Égalité, aux LGTBI, aux Familles et à la Politique sociale |           | Isabel Franco Sánchez                          | Sans  |
| Conseiller à la Présidence, au Tourisme et aux Sports                                                  |           | Marcos Ortuño Soto                             | PP    |
| Conseiller à l'Économie, aux Finances et à l'Administration numérique                                  |           | Javier Celdrán Lorente                         | PP    |
| Conseillère aux Entreprises et à l'Industrie, porte-parole                                             |           | María del Valle Miguélez Santiago              | Sans  |
| Conseillère à l'Éducation et à la Culture                                                              |           | María Isabel Campuzano Martínez                | Sans  |
| Conseiller à l'Eau, à l'Agriculture, à l'Élevage, à la Pêche et à l'Environnement                      |           | Antonio Luengo Zapata                          | PP    |
| Conseiller à la Transparence, à la Participation et aux Administrations publiques                      |           | Antonio Sánchez Lorente                        | Sans  |
| Conseiller à l'Équipement et aux Infrastructures                                                       |           | José Ramón Díez de Revenga Albacete            | PP    |
| Conseiller à la Santé                                                                                  |           | Juan José Pedreño Planes                       | Sans  |
| Conseiller à l'Emploi, à la Recherche et à l'Enseignement supérieur                                    |           | Francisco Álvarez García (jusqu'au 08/04/2021) | Sans  |

### Remaniement du9 avril 2021
- Les nouveaux conseillers sont indiqués en gras, ceux ayant changé d'attributions en italique.

| Fonction | Titulaire | Titulaire                           | Parti |
| --- | --------- | ----------------------------------- | ----- |
| Président |           | Fernando López Miras                | PP    |
| Vice-présidente Conseillère aux Femmes, à l'Égalité, aux LGTBI, aux Familles et à la Politique sociale                                                     |           | Isabel Franco Sánchez               | Sans  |
| Conseiller à la Présidence, au Tourisme et aux Sports |           | Marcos Ortuño Soto                  | PP    |
| Conseiller à l'Économie, aux Finances et à l'Administration numérique                                                                                      |           | Luis Alberto Marín González         | PP    |
| Conseillère aux Entreprises, à l'Emploi et à l'Enseignement supérieur Porte-parole                                                                         |           | María del Valle Miguélez Santiago   | Sans  |
| Conseillère à l'Éducation et à la Culture |           | María Isabel Campuzano Martínez     | Sans  |
| Conseiller à l'Eau, à l'Agriculture, à l'Élevage, à la Pêche et à l'Environnement                                                                          |           | Antonio Luengo Zapata               | PP    |
| Conseiller à la Transparence, à la Participation et aux Administrations publiques Conseiller à la Transparence, à la Sécurité et aux Urgences (18/11/2021) |           | Antonio Sánchez Lorente             | Sans  |
| Conseiller à l'Équipement et aux Infrastructures |           | José Ramón Díez de Revenga Albacete | PP    |
| Conseiller à la Santé |           | Juan José Pedreño Planes            | Sans  |

### Remaniement du8 février 2022
- Les nouveaux conseillers sont indiqués en gras, ceux ayant changé d'attributions en italique.

| Fonction | Titulaire | Titulaire                                     | Parti |
| --- | --------- | --------------------------------------------- | ----- |
| Président |           | Fernando López Miras                          | PP    |
| Vice-présidente Conseillère aux Femmes, à l'Égalité, aux LGTBI, aux Familles et à la Politique sociale                                                     |           | Isabel Franco Sánchez                         | Sans  |
| Conseiller à la Présidence, au Tourisme, à la Culture et aux Sports                                                                                        |           | Marcos Ortuño Soto                            | PP    |
| Conseiller à l'Économie, aux Finances et à l'Administration numérique                                                                                      |           | Luis Alberto Marín González                   | PP    |
| Conseillère aux Entreprises, à l'Emploi et à l'Enseignement supérieur Porte-parole                                                                         |           | María del Valle Miguélez Santiago             | Sans  |
| Conseillère à l'Éducation |           | María Isabel Campuzano Martínez               | Sans  |
| Conseiller à l'Eau, à l'Agriculture, à l'Élevage, à la Pêche et à l'Environnement                                                                          |           | Antonio Luengo Zapata                         | PP    |
| Conseiller à la Transparence, à la Participation et aux Administrations publiques Conseiller à la Transparence, à la Sécurité et aux Urgences (18/11/2021) |           | Antonio Sánchez Lorente (jusqu'au 12/05/2022) | Sans  |
| Conseiller à l'Équipement et aux Infrastructures |           | José Ramón Díez de Revenga Albacete           | PP    |
| Conseiller à la Santé |           | Juan José Pedreño Planes                      | Sans  |

### Remaniement du13 mai 2022
- Les nouveaux conseillers sont indiqués en gras, ceux ayant changé d'attributions en italique.

| Fonction | Titulaire | Titulaire                           | Parti |
| --- | --------- | ----------------------------------- | ----- |
| Président |           | Fernando López Miras                | PP    |
| Vice-présidente Conseillère aux Femmes, à l'Égalité, aux LGTBI, aux Familles, à la Politique sociale et à la Transparence |           | Isabel Franco Sánchez               | Sans  |
| Conseiller à la Présidence, au Tourisme, à la Culture et aux Sports                                                       |           | Marcos Ortuño Soto                  | PP    |
| Conseiller à l'Économie, aux Finances et à l'Administration numérique                                                     |           | Luis Alberto Marín González         | PP    |
| Conseillère aux Entreprises, à l'Emploi et à l'Enseignement supérieur Porte-parole                                        |           | María del Valle Miguélez Santiago   | Sans  |
| Conseillère à l'Éducation                                                                                                 |           | María Isabel Campuzano Martínez     | Sans  |
| Conseiller à l'Eau, à l'Agriculture, à l'Élevage, à la Pêche, à l'Environnement et aux Urgences                           |           | Antonio Luengo Zapata               | PP    |
| Conseiller à l'Équipement et aux Infrastructures                                                                          |           | José Ramón Díez de Revenga Albacete | PP    |
| Conseiller à la Santé |           | Juan José Pedreño Planes            | Sans  |

### Remaniement du17 janvier 2023
- Les nouveaux conseillers sont indiqués en gras, ceux ayant changé d'attributions en italique.

| Fonction                                                                                        | Titulaire | Titulaire                                         | Parti |
| ----------------------------------------------------------------------------------------------- | --------- | ------------------------------------------------- | ----- |
| Président                                                                                       |           | Fernando López Miras                              | PP    |
| Vice-présidente Conseillère à la Transparence, à la Participation et à la Coopération           |           | Isabel Franco Sánchez                             | Sans  |
| Conseiller à la Présidence, au Tourisme, à la Culture, à la Jeunesse et aux Sports Porte-parole |           | Marcos Ortuño Soto                                | PP    |
| Conseiller à l'Économie, aux Finances, aux Fonds européens et à l'Administration numérique      |           | Luis Alberto Marín González (jusqu'au 14/06/2023) | PP    |
| Conseillère à la Politique sociale, aux Familles et à l'Égalité                                 |           | María Concepción Ruiz Caballero                   | PP    |
| Conseillère aux Entreprises, à l'Économie sociale et aux Indépendants                           |           | María del Valle Miguélez Santiago                 | Sans  |
| Conseiller à la Santé                                                                           |           | Juan José Pedreño Planes                          | Sans  |
| Conseiller à l'Eau, à l'Agriculture, à l'Élevage et à la Pêche                                  |           | Antonio Luengo Zapata                             | PP    |
| Conseiller à l'Environnement, à la Mar Menor, à l'Enseignement supérieur et à la Recherche      |           | Juan María Vázquez Rojas                          | PP    |
| Conseiller à l'Éducation, à la Formation professionnelle et à l'Emploi                          |           | Víctor Javier Marín Navarro                       | Sans  |
| Conseiller à l'Équipement et aux Infrastructures                                                |           | José Ramón Díez de Revenga Albacete               | PP    |